# Erröten

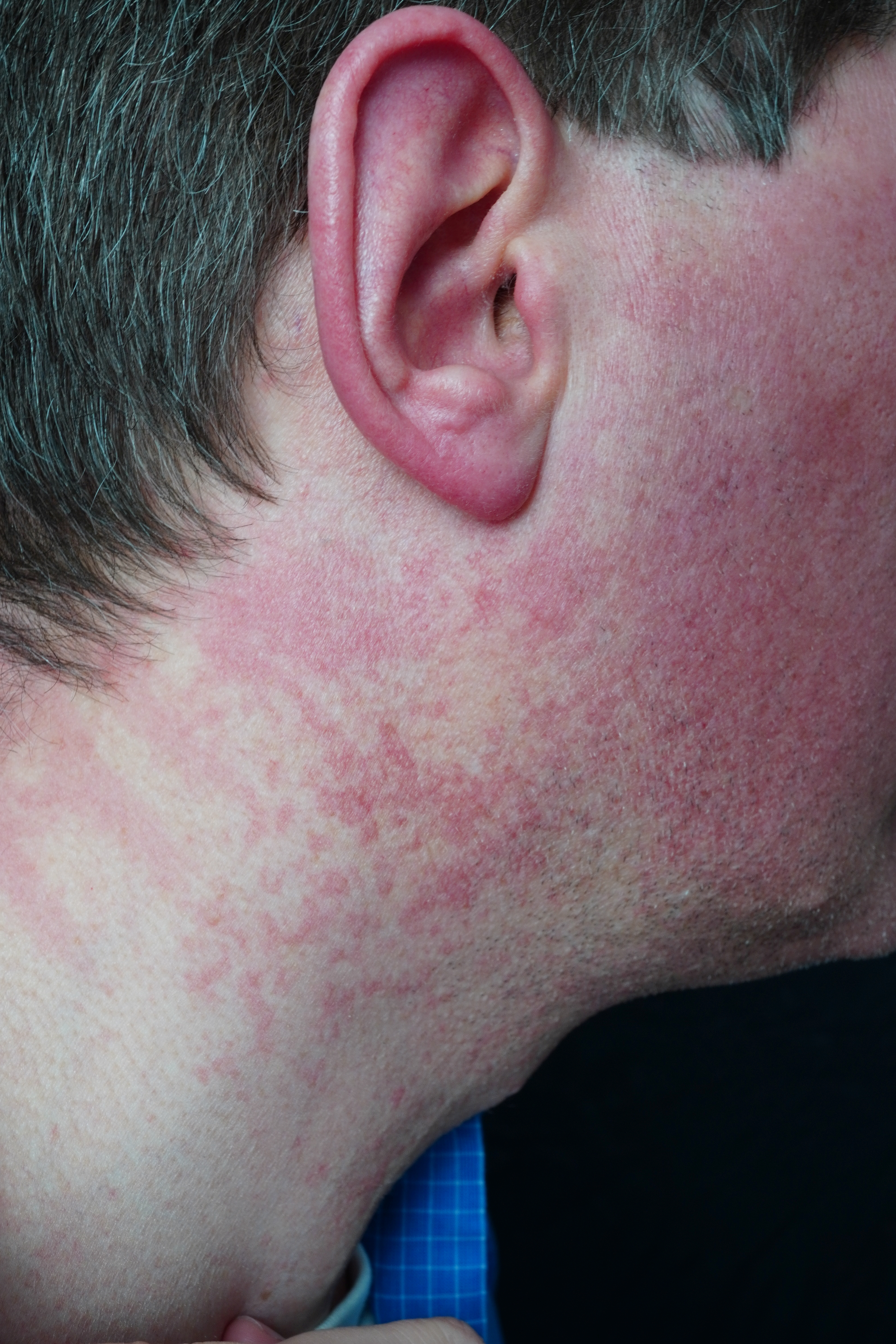
Medikamentös induzierter Flush durch Einnahme von 100 mg Vitamin B3 (Niacin)

Das Erröten (auch als Flush bezeichnet) beruht auf einer schnellen Erweiterung von Blutgefäßen und einer damit verbundenen Zunahme des Blutvolumens der Haut des Gesichtes und der Halsregion des Menschen.

## Neuronale Steuerung
Als nervliche Endglieder der Kontrolle des Errötens gelten die sogenannten aktiv dilatierenden beta-Fasern des Sympathikus, welche die Durchmesser der Kapillaren (der dünnen Blutgefäße) steuern. Der Sympathikus bildet zusammen mit dem Parasympathikus das vegetative Nervensystem (das auch autonomes Nervensystem genannt wird). Dessen Tätigkeit kann üblicherweise willentlich nicht beeinflusst werden: Erröten lässt sich deshalb durch einen Willensakt kaum unterdrücken.
Ein Beobachter kann bei hellhäutigen Menschen eine Rötung der Haut (insbesondere der Wangen) dann sehen, wenn die rote Farbe des Blutes durch die Gefäßwände und die obersten Schichten der Gesichtshaut scheint.
Errötende selbst nehmen ihr Erröten als eine Temperaturzunahme wahr, die in der Regel weniger als 1 Grad Celsius beträgt, nach etwa 15 Sekunden ihr Maximum erreicht und nach etwas mehr als einer halben Minute wieder auf ihren Ausgangswert zurückkehrt. Erröten kann entweder durch Beobachtung oder mit Geräten gemessen werden (Farbkamera, Infrarotthermografie, Temperaturfühler, Laser Doppler Flux, Plethysmograph).
Um die Auslöser des Errötens zu verstehen, ist es hilfreich, wie im Englischen blush und flush zu unterscheiden. Blush beschreibt das Erröten als mögliche körperliche Begleiterscheinung einer der selbstbewertenden Emotionen (Verlegenheit, Scham, situationsbezogene Scheu, Peinlichkeit). Flush hingegen verwendet man im Englischen im Zusammenhang mit Ärger/Zorn/Wut („angry flush“), als Resultat künstlicher Auslöser (z. B. Einnahme von Substanzen wie Chili oder Pfeffer, Einatmen von Amylnitrit oder salpetersaurem Amyloxid) oder physiologische und stoffwechselbezogene Vorgänge (zum Beispiel während der Menopause).

## Störungen des Errötens
Leichterröten und Erythrophobie sind die bekanntesten Störungen des Errötens. Erythrophobie unterscheidet sich vom Leichterröten, indem bei ihr die Furcht vor dem Erröten im Vordergrund steht. Als Therapien des Leichterrötens und der Erythrophobie kommen Psycho-/Verhaltenstherapien oder Medikamente in Frage. Chronisches Leichterröten wird heute auch chirurgisch therapiert (Sympathektomie).
Australische Forscher berichteten im Sommer 2007 in einer Fachzeitschrift, das übermäßige Erröten erythrophober Menschen sei keine Folge von erhöhter Blutzufuhr; vielmehr wiesen sie einen reduzierten Blutabfluss nach.
Ein Flush kann auch Hinweis auf oder Folge einer Erkrankung sein (Flush-Syndrom). Typisch ist sein Auftreten beispielsweise beim Karzinoid (ausgelöst durch paraneoplastisch gebildete endokrin aktive Substanzen), aber auch im Rahmen eines Alkoholentzuges oder einer Alkoholintoleranz.